# Primarias municipales de la Concertación de 2012
El 1 de abril de 2012 se llevaron a cabo elecciones primarias municipales realizadas por la Concertación de Partidos por la Democracia. A partir de estas primarias se decidió quiénes serían los candidatos a alcalde de dicha coalición en 142 comunas.

## Antecedentes
Una de las críticas de la derrota electoral de la Concertación en 2010 fue a las primarias presidenciales entre el senador Eduardo Frei Ruiz-Tagle y José Antonio Gómez Urrutia, calificado como de "carácter defectuoso y restringido del proceso fue un anuncio anticipado de la derrota electoral del candidato de la Concertación". Es por esto que la Concertación definió el 1 de abril de 2012 gran parte de la plantilla de candidatos que participarán de las elecciones municipales de octubre. Las primarias en el conglomerado fueron la última instancia para saber quiénes irán en la carrera por el sillón municipal y participaron cerca de 313 000 electores en 142 comunas del país.
En la comuna de Providencia las primarias se realizaron el 13 de mayo, y en ella participaron tres candidatos: Javier Insulza (PS) y los independientes Cristóbal Bellolio y María Josefa Errázuriz. Errázuriz triunfó con el 39,7% y se enfrentó a Cristián Labbé.

## Resultados generales[2]
| Partido                         | Partido | Votos   | Porcentaje | Candidatos | Nominados |
| ------------------------------- | ------- | ------- | ---------- | ---------- | --------- |
| Partido Demócrata Cristiano     | PDC     | 106.232 | 33,8%      | 103        | 50        |
| Partido Socialista              | PS      | 83.919  | 26,74%     | 90         | 35        |
| Partido por la Democracia       | PPD     | 81.273  | 25,89%     | 82         | 35        |
| Partido Radical Socialdemócrata | PRSD    | 26.845  | 8,56%      | 43         | 13        |
| Independientes                  | IND     | 15.548  | 5,6%       | 17         | 6         |
| Total                           | Total   | 313.817 | 100%       | 335        | 142       |

## Resultados en las principales comunas

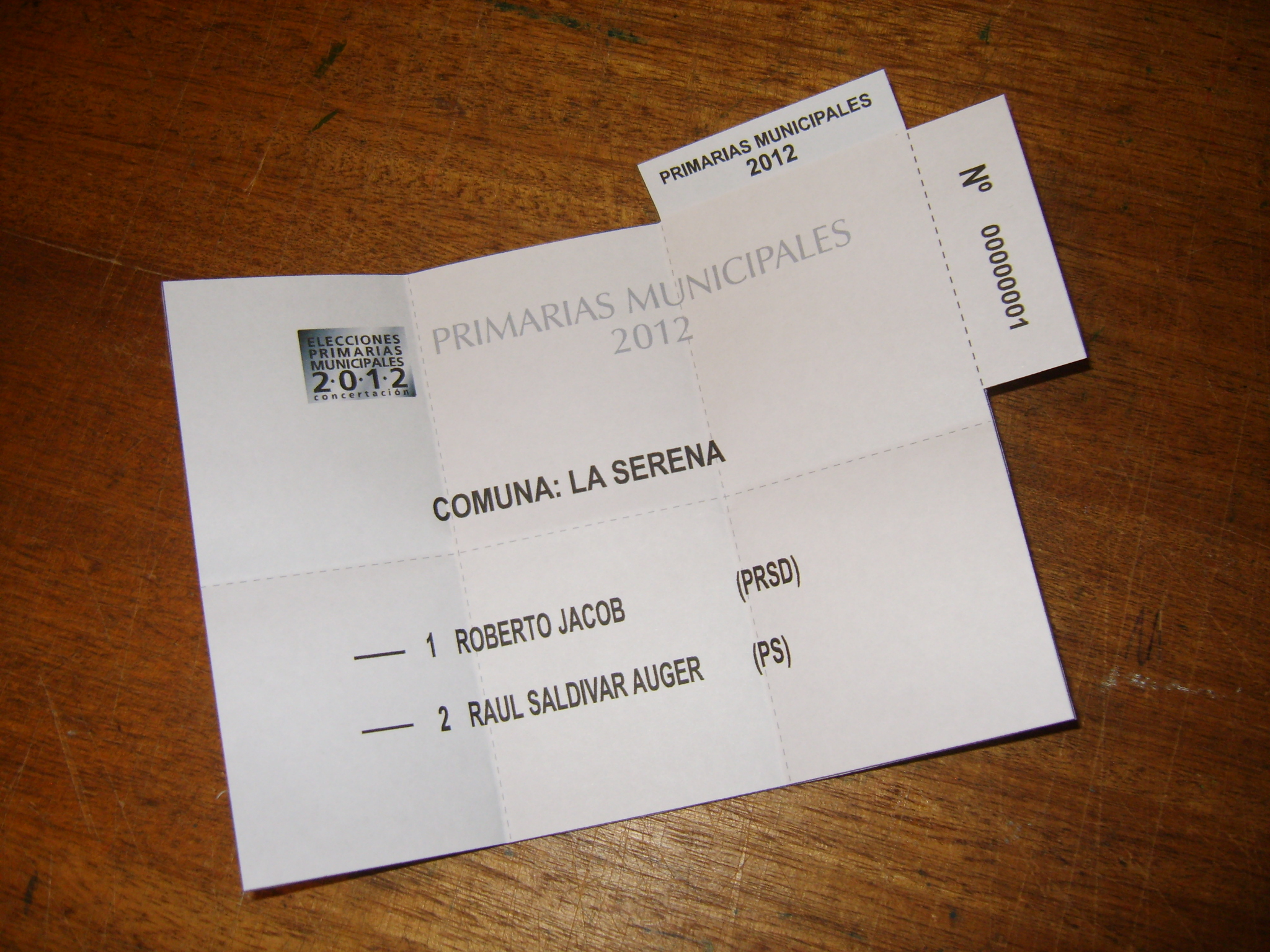
Voto usado en las primarias de la Concertación en La Serena.

### Región de Arica y Parinacota
Putre
| Candidato             | Partido | Votos | %      | Resultado           |
| --------------------- | ------- | ----- | ------ | ------------------- |
| Angelo Carrasco Arias | PPD     | 364   | 63,08% | Candidato a alcalde |
| Miguel Saavedra Palma | PDC     | 213   | 36,92% |                     |

### Región de Tarapacá
Colchane
| Candidato             | Partido | Votos | %      | Resultado             |
| --------------------- | ------- | ----- | ------ | --------------------- |
| Doris Mamani          | INDEP   | 81    | 58,70% | Candidata a alcaldesa |
| Vicente García Mamani | PS      | 57    | 41,30% |                       |

### Región de Antofagasta
Antofagasta
| Candidato        | Partido | Votos | %      | Resultado             |
| ---------------- | ------- | ----- | ------ | --------------------- |
| Marcela Hernando | INDEP   | 3519  | 64,60% | Candidata a alcaldesa |
| Andrea Merino    | PS      | 1928  | 35,40% |                       |

### Región de Atacama
Copiapó
| Candidato                | Partido | Votos | %      | Resultado           |
| ------------------------ | ------- | ----- | ------ | ------------------- |
| Marcos López Rivera      | INDEP   | 3459  | 69,24% | Candidato a alcalde |
| René Navarro Albiña      | PRSD    | 288   | 5,76%  |                     |
| Francisco Madero Santana | PS      | 1249  | 25,00% |                     |

### Región de Coquimbo
Coquimbo
| Candidato              | Partido | Votos | %      | Resultado           |
| ---------------------- | ------- | ----- | ------ | ------------------- |
| Oscar Pereira Tapia    | PDC     | 4277  | 75,43% | Candidato a alcalde |
| Ramón Velásquez Seguel | PPD     | 1393  | 24,57% |                     |

Oscar Pereira falleció el día 6 de julio de 2012. La DC nombró a Cristian Galleguillos como nuevo candidato.
La Serena
| Candidato           | Partido | Votos | %      | Resultado           |
| ------------------- | ------- | ----- | ------ | ------------------- |
| Roberto Jacob Jure  | PRSD    | 4012  | 54,19% | Candidato a alcalde |
| Raúl Saldívar Auger | PS      | 3392  | 45,81% |                     |

### Región de Valparaíso
Valparaíso
| Candidato      | Partido | Votos | %      | Resultado           |
| -------------- | ------- | ----- | ------ | ------------------- |
| Hernán Pinto   | PDC     | 5255  | 54,46% | Candidato a alcalde |
| Paula Quintana | PS      | 4394  | 45.46% |                     |

### Región Metropolitana de Santiago
Maipú
| Candidato         | Partido | Votos | %      | Resultado           |
| ----------------- | ------- | ----- | ------ | ------------------- |
| Christian Vittori | PDC     | 2709  | 58,62  | Candidato a alcalde |
| Hernán Calderón   | PS      | 603   | 13.05% |                     |
| Carol Bortnick    | PPD     | 1309  | 28.33% |                     |

Santiago
| Candidato       | Partido | Votos | %      | Resultado             |
| --------------- | ------- | ----- | ------ | --------------------- |
| Carolina Tohá   | PPD     | 1950  | 67,33% | Candidata a alcaldesa |
| Ismael Calderón | PS      | 178   | 6,15%  |                       |
| Laura Albornoz  | PDC     | 768   | 26.52% |                       |

La Florida
| Candidato        | Partido | Votos | %      | Resultado           |
| ---------------- | ------- | ----- | ------ | ------------------- |
| Gonzalo Duarte   | PDC     | 2416  | 45,23% | Candidato a alcalde |
| Viviene Bachelet | INDEP   | 1197  | 22.41% |                     |
| Victor Barrueto  | PPD     | 1728  | 32,35% |                     |

Providencia
A diferencia de las demás primarias de la Concertación, en esta comuna el padrón electoral se amplió, incluso, a los inscritos en partidos políticos de derecha, y se realizaron el 13 de mayo.
| Candidato              | Partido | Votos | %     | Resultado             |
| ---------------------- | ------- | ----- | ----- | --------------------- |
| Cristóbal Bellolio     | INDEP   | 1297  | 35,7% |                       |
| Javier Insulza         | PS      | 857   | 23,6% |                       |
| María Josefa Errázuriz | INDEP   | 1444  | 39,7% | Candidata a alcaldesa |

### Región de O'Higgins
Rancagua
| Candidato              | Partido | Votos | %      | Resultado           |
| ---------------------- | ------- | ----- | ------ | ------------------- |
| Carlos Arellano Baeza  | PDC     | 1470  | 45,81% | Candidato a alcalde |
| Claudio Sule Fernández | INDEP   | 424   | 13,21% |                     |
| Edison Ortiz González  | PS      | 536   | 16,70% |                     |
| Raúl Guiñez Martínez   | PPD     | 779   | 24,28% |                     |

### Región del Maule
Talca
| Candidato        | Partido | Votos | %      | Resultado           |
| ---------------- | ------- | ----- | ------ | ------------------- |
| Alexis Sepúlveda | PRSD    | 4585  | 69,38% | Candidato a alcalde |
| Jaime Gazmuri    | PS      | 1393  | 30,62% |                     |

### Región del Biobío
Hualpén
| Candidato     | Partido | Votos | %      | Resultado             |
| ------------- | ------- | ----- | ------ | --------------------- |
| Miguel Vera   | PDC     | 1338  | 35,98% |                       |
| Luis Chamorro | PS      | 361   | 9,71%  |                       |
| Fabiola Lagos | PPD     | 2020  | 54,31% | Candidata a alcaldesa |

### Región de la Araucanía
Padre Las Casas
| Candidato                | Partido | Votos | %      | Resultado           |
| ------------------------ | ------- | ----- | ------ | ------------------- |
| Mario González Rebolledo | PRSD    | 742   | 60,62% | Candidato a alcalde |
| Ana María Soto           | PPD     | 482   | 39,38% |                     |

### Región de Los Ríos
Valdivia
| Candidato            | Partido | Votos | %      | Resultado           |
| -------------------- | ------- | ----- | ------ | ------------------- |
| Carlos Atmann Moyano | PDC     | 1646  | 77,06% | Candidato a alcalde |
| Marcos Cortez Muñoz  | INDEP   | 490   | 22,94% |                     |

### Región de Los Lagos
Puerto Montt
| Candidato      | Partido | Votos | %      | Resultado           |
| -------------- | ------- | ----- | ------ | ------------------- |
| Juan Cárcamo   | PDC     | 1044  | 25,50% |                     |
| Gervoy Paredes | PS      | 1913  | 46,73% | Candidato a alcalde |
| Gonzalo Pineda | INDEP   | 1137  | 27,77% |                     |

### Región de Magallanes y de la Antártica Chilena
Punta Arenas
| Candidato       | Partido | Votos | %      | Resultado           |
| --------------- | ------- | ----- | ------ | ------------------- |
| Emilio Boccazzi | INDEP   | 3952  | 46,81% | Candidato a alcalde |
| Emilio Jiménez  | PS      | 558   | 6,61%  |                     |
| Juan Morano     | PDC     | 3932  | 46,58% |                     |